# Paul Powers
Paul Quinn Powers (Gainesville, 7 de noviembre de 1995) es un deportista estadounidense que compitió en natación. Ganó dos medallas en el Campeonato Mundial de Natación en Piscina Corta de 2016, plata en el relevo de 4 × 50 m libre y bronce en 4 × 100 m libre.

## Palmarés internacional
| Campeonato Mundial en Piscina Corta | Campeonato Mundial en Piscina Corta | Campeonato Mundial en Piscina Corta | Campeonato Mundial en Piscina Corta |
| Año                                 | Lugar                               | Medalla                             | Prueba                              |
| ----------------------------------- | ----------------------------------- | ----------------------------------- | ----------------------------------- |
| 2016                                | Windsor (Canadá)                    | Medalla de plata                    | 4 × 50 m libre                      |
| 2016                                | Windsor (Canadá)                    | Medalla de bronce                   | 4 × 100 m libre                     |